# 黄岩区
黄岩区，别称“橘乡”，是中华人民共和国浙江省台州市的市辖区，位于中国东南沿海黄金海岸线中部、台州市西南部，东靠椒江区、路桥区，南接温岭市、乐清市，西邻仙居县、温州市永嘉县，北连临海市。全区地形狭长，地势西高东低，东部是温黄平原的一部分，西部为丘陵和山地，多高山。是台州市主城区的一部分，是“中国武术之乡”、“中国模具之乡”。目前，黄岩下辖8街道5镇6乡，全区的政治、经济、文化中心在东城街道縣前街22號  。

## 历史沿革
黄岩因境内永宁江上游的黄岩山顶有黄褐色巨石而得名。黄岩的建城史可上溯至1600年前，诸侯国徐国于公元前512年被吴国灭国后，徐国贵族后裔以“徐偃王”的旗号流亡到黄岩，在这里建立了“徐偃王”城，中原文化从而被输入到东南沿海。而黄岩的建制可上溯到唐上元二年（675年）设立的永宁县，天授元年（690年）改名黄岩县，之后建制经历种种变动。元朝时，黄岩县属台州路。元贞元年（1295年）曾一度因人口众多，升为黄岩州。明洪武二年（1369年）改为黄岩县，属台州府。民国初，黄岩县隶属浙江会稽道；1927年起直属浙江省。1980年7月，黄岩县海门区析出建立海门特区，后改为椒江市，即今台州市政府驻地椒江区。1989年，国务院批准黄岩撤县设市。1994年8月22日，台州地区撤地设市，黄岩一并撤市设区，成为台州城区的一部分，现有的路桥区也是在此时从黄岩境域内分出的。原黄岩市所辖的路桥镇、金清镇、横街镇、蓬街镇、下梁镇、新桥镇、峰江镇、桐屿镇、黄琅乡、螺洋乡共10个乡镇划出，设立新的台州市路桥区。2001年2月，黄岩区撤销城关镇，设立东城街道、南城街道、西城街道、北城街道。2001年12月，撤销澄江镇、新前镇、江口镇、高桥乡，设立澄江街道、新前街道、江口街道、高桥街道。

### 撤市设区风波
1994年台州撤地设市时，决定要将黄岩市撤市设区，改为台州的市辖区；并析出路桥等数个乡镇，设立路桥区。而此事并未事先告知黄岩方面。消息在黄岩引起重大反响，4月，160名人大代表（佔黄岩总数的70%）联名上书要求撤销这一决定。之后，黄岩人大常委会主任郭海荣按照上级旨意，私自以黄岩市人大常委会办公室的名义签字盖章，说明“这只是少部分人大代表的无理取闹”。之后国务院批准台州撤地设市，黄岩市也撤市设區。郭海荣的滥权做法引发人大代表们的不满，1995年3月人大会议召开时，他们拒绝进场参加以表示抗议。之后人大复会，以无记名决议通过对郭海荣的罢免案。黄岩人大和黄岩政协（下称黄岩两会）又以绝对多数票通过了要求恢复黄岩市的人大决议案和政协建议案。3月下旬，浙江方面在召开会议研究后发布“1995年3号会议纪要”，指示说：
|  | 黄岩撤市设区后，财政体制相应改为区级财政体制，但考虑到该地实际情况，原县一级财政的利益格局基本维持不变，原则上保留县一级事权。 |

但《纪要》在台州并没有执行。此后多年，黄岩两会均表决通过了要求恢复黄岩市的人大决议案和政协建议案，“两会”休会、代表（委员）上访的情况时有发生。直到2003年，浙江省委省政府派工作组专项调查。但由于无实质进展，黄岩两会持续休会长达8个月，此届人大恰逢换届选举，休会导致新一届人大常委会、新政府和法院、检察院领导都未产生，中华人民共和国罕见的留守政府在黄岩出现。2003年10月10日，台州市委通过调整台州市与黄岩区收入分配及事权的决定。在收入分配上，黄岩区上缴市级财政数目由原来年地方财政收入的30%调整到5%，且黄岩区原则上保留县一级事权。黄岩两会于2003年11月3日和6日复会，选出新一届区人大、区政府和区政协三套班子领导，结束了中华人民共和国历史上最长的地方留守政府。

## 行政区划
黄岩区下辖8街道、5镇、6乡，475个村级区划。
- 街道：东城街道、南城街道、西城街道、北城街道、澄江街道、新前街道、江口街道、高桥街道。
- 镇：宁溪镇、北洋镇、头陀镇、院桥镇、沙埠镇。
- 乡：富山乡、上郑乡、屿头乡、上垟乡、平田乡。

## 人口
根據第七次全国人口普查數據，截至2020年11月1日零時，黃巖區常住人口707453人。
2017年底，黄岩全区户籍人口数为613402人。

## 经济

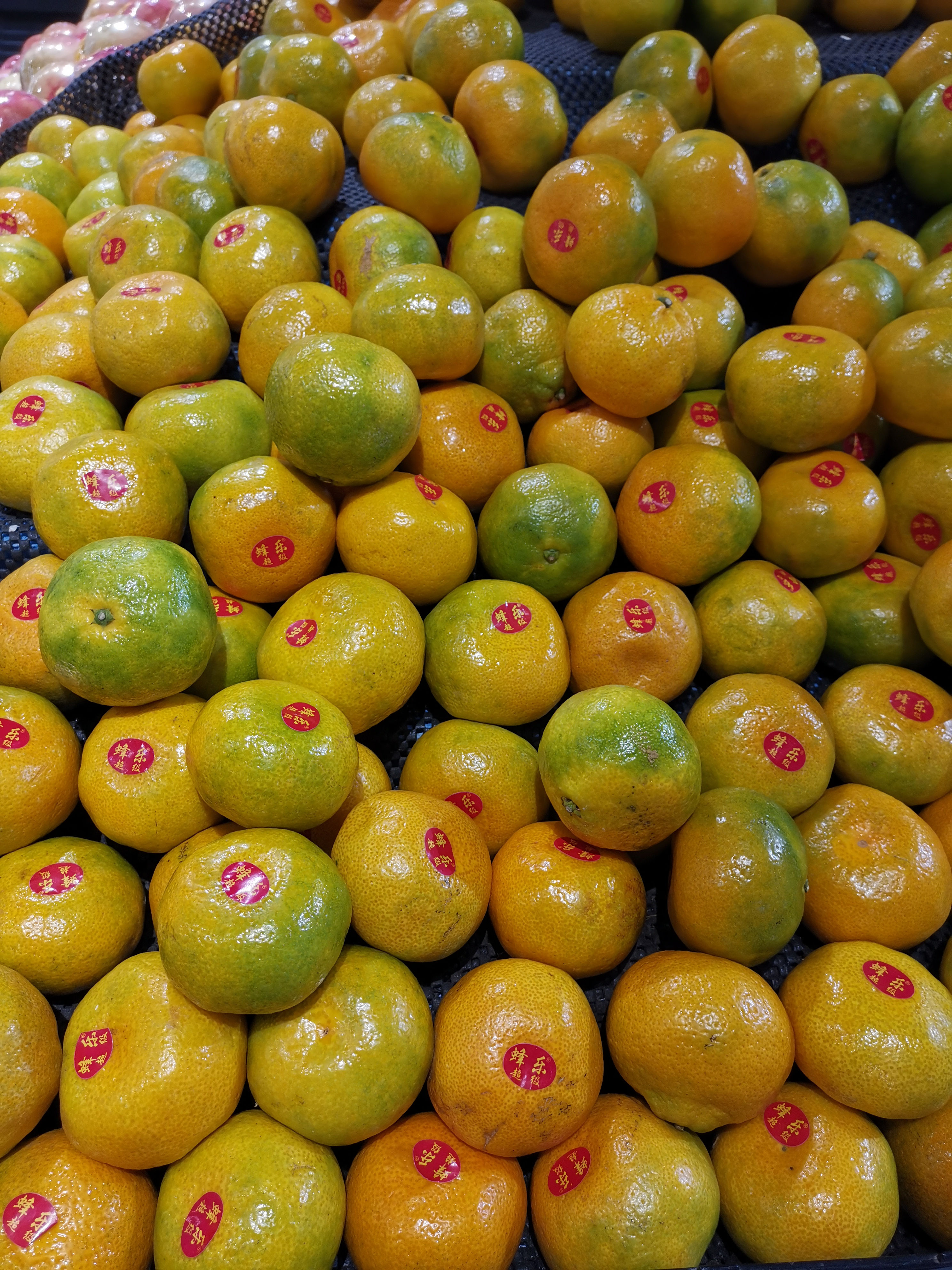
黄岩蜜橘“早橘”品种

黄岩是中国股份合作经济的重要发源地之一，也是全国第一个颁发保护和规范股份制企业政府文件的县级行政区，经济发展历史悠久。现在，黄岩是台州的老工业基地，有七大支柱产业，分别是：模具、塑料制品、医药化工、机械电器、摩托车及汽摩配件、食品饮料、工艺美术。黄岩还是“中国模具之乡”、“中国塑料日用品之都”、“中国工艺品之都”，是全国工业百强县市。。除了工业经济的发展，农业领域也是黄岩的一大特色。黄岩主要种植水稻、柑橘，其中“黄岩蜜橘”是黄岩的特产，不但种植历史久，影响力也大，而且是世界柑橘的始祖之一。黄岩因此被称为“中国蜜橘之乡”。“橘乡”的别称也因此而来。2018年，全区地区生产总值达505.9亿元。